# ОШ „Јошаница” Лукаре
Основна школа „Јошаница” је основна школа која се налази у насељу Лукаре у Новом Пазару. Основана је 1962. године, а има још пет издвојених одељења. 

## Опште информације
Школа је основана решењем Народног одбора Општине Нови Пазар, 17. септембра 1962. године, под називом „Централна школа Лукаре”, са издвојеним одељењима у Бајевици, Жуњебићу, Грубетићу, Комињу и Крушеву.
Дана 6. децембра 1978. године школа је променила назив у Централна основна школа „Шабан Коц”. Школа је трећи пут променила име у ОШ „Лукаре”, а упис промене назива школе извршио је Окружни привредни суд у Краљеву, 28. октобра 1993. године.
Школа ради по принципу централне школе у Лукарима и има пет издвојених одељења и то :
- Издвојено одељење Комиње
- Издвојено одељење Крушево
- Издвојено одељење Грубетиће
- Издвојено одељење Врбасиће и
- Издвојено одељење Жуњевиће[2]

Године 2022. школи је замењен кров, столарија и фасада, уз помоћ и подршку Града Новог Пазара и Министарства просвете Републике Србије.